# Martin Dúbravka
Martin Dúbravka (* 15. ledna 1989 Žilina) je slovenský profesionální fotbalový brankář, který chytá za anglický klub Burnley FC, a za slovenský národní tým.
Mimo Slovensko působil na klubové úrovni v Dánsku, České republice a Anglii. Mezi jeho přednosti patří hra nohama.

## Klubová kariéra

### MŠK Žilina
Svoji fotbalovou kariéru začal v MŠK Žilina, odkud se přes mládežnícké kategorie přesunul v roce 2008 do prvního týmu. V něm se stal prakticky od začátku oporou a byl prvním brankářem klubu. V průběhu ročníku 2013/14 se mu ozvalo několik klubů. Hráč měl kontrakt do konce sezóny, ale v zimní přípravě se už s týmem Žiliny nepřipravoval. Byl u postupu Žiliny do skupinové fáze Ligy mistrů UEFA 2010/11, kdy v posledním předkole pomohl vyřadit pražskou Spartu. Během angažmá získal s klubem dva ligové tituly (2009/10, 2011/12), jeden triumf ve Slovenském poháru (2011/12) a jeden ve slovenském Superpoháru (2010).

### Esbjerg fB
V lednu 2014 přestoupil ve věku 25 let do dánského prvoligového týmu Esbjerg fB, kde podepsal smlouvu na 3½ roku. Mimo Esbjerg o něj měly zájem ještě kluby AC Sparta Praha (ČR), Legia Warszawa (Polsko) a PAOK FC (Řecko). Debutoval v prvním zápase šestnáctifinále Evropské ligy 2013/14 20. února 2014 proti italskému týmu ACF Fiorentina, odchytal celé utkání, domácí porážce 1:3 ale nezabránil. V Superligaen debutoval 24. února proti FC Nordsjælland, podílel se na vítězství 2:1.
S Esbjergem se představil i v Evropské lize UEFA 2014/15. Ve druhém předkole pomohl k postupu přes kazašský FK Kajrat Almaty.

### FC Slovan Liberec
V červenci 2016 před startem ročníku 2016/17 ePojisteni.cz ligy přestoupil do českého klubu FC Slovan Liberec, dohodl se na roční smlouvě. Zde odchytal 28 ligových utkání a zachytal si v Evropské lize UEFA 2016/17.

### AC Sparta Praha
V létě 2017 odmítl prodloužení smlouvy v Liberci a podepsal tříletý kontrakt se Spartou Praha, která o něj měla zájem již dříve. Začátek se mu kvůli hrubým chybám v několika utkáních nevydařil a místo něj začal nastupovat Tomáš Koubek. Ten však na konci srpna odešel do francouzské ligy a Dúbravka se tak opět postavil mezi tyče a do konce podzimní sezóny již podával kvalitní výkony.

### Newcastle United FC
V zimní přestávce sezóny 2017/18 o něj projevil zájem díky kvalitním reprezentačním výkonům v kvalifikačních zápasech proti Anglii a Skotsku anglický klub Newcastle United FC, nováček Premier League v sezóně 2017/18. Tým vedený španělským trenérem Rafaelem Benítezem uspěl 31. ledna, v poslední den zimního přestupového okna v Anglii, ačkoli Sparta nejprve možnost uvolnění svého hráče odmítala. Dúbravka zamířil na Britské ostrovy za 2 miliony eur na půlroční hostování s opcí na případný přestup (za další 4 miliony eur). Místo něj přišel do Sparty rumunský brankář Florin Niță. V debutovém utkání za Toons vychytal hvězdy Manchesteru United a Newcastle vyhrál 1:0. V 11 utkáních udržel 4 čistá konta. Na konci května Newcastle uplatnil opci a Dúbravku koupil.
Po konci sezóny 2019/20 Premier League byl Dúbravka jedním z hráčů, kteří na hřišti nechyběli ani minutu napříč všemi 38 zápasy.

## Reprezentační kariéra
Díky svým skvělým výkonům v dorostu se dostal do reprezentace. V letech 2007–2008 nastupoval za slovenskou reprezentaci do 19 let a posléze v letech 2009–2010 za Slovensko U21.
23. května 2014 debutoval pod trenérem Jánem Kozákem v A-mužstvu Slovenska proti Černé Hoře (výhra 2:0). Odchytal první poločas. Další reprezentační start si připsal až 15. listopadu 2016 v přátelském utkání na stadionu Ernsta Happela ve Vídni proti domácímu Rakousku (remíza 0:0). V roce 2017 začal dostávat přednost jako první brankář slovenského národního týmu. V říjnu 2018, po prohře s Českem (1:2) v utkání Ligy národů, spolu s několika spoluhráči navštívil noční klub. Vzniklý skandál odnesl hlavní trenér Ján Kozák, který rezignoval.

### Reprezentační zápasy
Zápasy Martina Dúbravky v A-mužstvu Slovenska
| Rok                | Zápasy | Góly |
| ------------------ | ------ | ---- |
| 2014               | 1      | 0    |
| 2015               | 0      | 0    |
| 2016               | 1      | 0    |
| 2017               | 7      | 0    |
| 2018               | 7      | 0    |
| 2019               | 8      | 0    |
| 2020               | 0      | 0    |
| 2021               | 6      | 0    |
| Celkem             | 30     | 0    |
| Platí k 6. 9. 2022 |        |      |